# A45 (Groot-Brittannië)
De A45 is een 124 km lange hoofdverkeersweg in Engeland.
De weg verbindt Thrapston via Wellingborough, Northampton en Coventry met Birmingham.